# La carica dei Bisonti
La carica dei Bisonti è il terzo album del complesso musicale italiano de I Bisonti.

## Il disco
Nel 1973, dopo il 45 giri Per sempre/Rimani, I Bisonti si sciolgono e tre dei componenti, Ciro Dammicco e Gianni Calabria Gianni Minuti Muffolini, formano i Daniel Sentacruz Ensemble, mentre Paolo Pasolini diventa sacerdote.
Il leader del gruppo, Bruno Castiglia, tenta con poco successo la carriera solista, continuando comunque a suonare nei locali.
Nel 1995 decide, dopo aver ripreso i contatti con Gianni Calabria, di riformare il complesso con alcuni nuovi componenti, e dopo aver ottenuto un contratto con la Duck Record iniziano le registrazioni del nuovo album, pubblicato a settembre del 1996.
Nel disco sono presenti alcuni nuovi brani come Dimmi di sì, Tu nella mia mente o Messa alla nazione (con un testo in cui vengono ripresi i valori del beat, due interpretazioni di canzoni come Gloria dei Them, Gimme some lovin' dello Spencer Davis Group, All right now dei Free e Sei la mia donna dei Sopwith Camel (a sua volta cover di Only one woman scritta dai Bee Gees per i The Marbles di Graham Bonnet e alcune reincisioni di successi del passato del gruppo, come La tua ombra, Occhi di sole e Crudele.
Una particolarità del disco è che vi è anche una loro versione del successo dei Los Marcellos Ferial La casa del sole, cover di The house of the rising sun: anni dopo, quando i Pooh rivisiteranno nel loro album Beat ReGeneration la canzone verrà attribuita per un clamoroso errore ai Bisonti e non al gruppo che la incise originariamente nel 1965.
In copertina è raffigurata, ovviamente, una carica di bisonti; il tecnico del suono che ha curato le registrazioni è Pino Bifano.

## Tracce
1. Va bene così (All Right Now) (testo italiano di Bruno Castiglia; testo originale e musica di Paul Rodgers e Andy Fraser) - 5:48
2. Messa alla nazione (testo di Marina Barone e Paolo Milella; musica di Bruno Castiglia, Gianni Calabria e Giuseppe Gellera) - 4:52
3. La tua ombra (testo di Alessandro Friggieri; musica di Mucci e Paolo Gatti) - 3:34
4. Io lavoro (We gotta get out of this place) (testo italiano di Bruno Castiglia; testo originale di Cynthia Weill; musica di Barry Mann) - 3:23
5. Sei la mia donna (Only one woman) (testo italiano di Alessandro Perucchini; testo originale e musica di Robin, Maurice e Barry Gibb) - 3:33
6. Gloria (testo italiano di Bruno Castiglia; testo originale e musica di Van Morrison - 3:27
7. Dimmi di sì (testo e musica di Bruno Castiglia, Gianni Calabria, Pino Gellera, M. Barone, Ricmil) - 3:57
8. Crudele (testo di Alessandro Friggieri; musica di Solisca) - 2:52
9. Occhi di sole (testo di Alessandro Friggieri; musica di Mucci e Paolo Gatti) - 2:56
10. La casa del sole (testo italiano di Mogol; testo originale e musica di Alan Price) - 4:52
11. Dammi l'amore (Gimme some lovin') (testo italiano di Mogol; testo originale e musica di Steve Winwood) - 4:02
12. Richiamo d'amore (testo di Alessandro Friggieri; musica di Riscian) - 2:45
13. Ragazzi e dadi (testo di Bruno Castiglia ed Enzo Amadori; musica di Enzo Amadori e Vigilio Piubeni) - 3:32
14. Quando ami una donna (When a Man Loves a Woman) (testo italiano di Mogol; testo originale e musica di Percy Sledge) - 3:53
15. Tu nella mia mente (testo e musica di Bruno Castiglia, Gianni Calabria, Garofalo, M. Barone e Ricnil) - 3:48

## Formazione
- Bruno Castiglia: voce, chitarra
- Gianni Calabria: batteria
- Pino Gellera: chitarre
- Renato Groppi: basso